# Modgarby
Modgarby (deutsch Modgarben) ist ein polnisches Dorf in der Woiwodschaft Ermland-Masuren, das zur Gmina Barciany (Barten) gehört. Modgarby ist ein Schulzenamt (Sołectwo), zu welchem heute keine weiteren Ortschaften gehören.

## Geographische Lage
Das Dorf liegt am Flüsschen Liebe (polnisch Liwna), etwa zehn Kilometer südlich der polnischen Staatsgrenze zur russischen Oblast Kaliningrad bzw. 19 Kilometer nordwestlich der Kreisstadt Kętrzyn (deutsch Rastenburg).

## Geschichte
Das Bauerndorf wurde 1339 erstmals erwähnt. Die zur Siedlung zählende Fläche betrug neun Włóka. oder 15 Hufe. Der Hochmeister des Deutschen Ordens Dietrich von Altenburg hatte Nicolaus Brunsereyte diese Fläche verliehen.
1808 gab es im Dorf eine Grundschule, die von 20 Schülern besucht wurde, 1827 waren es 42.
Mitte des 19. Jahrhunderts war ein Herr Klapper Eigentümer des Gutes. Dieser ließ vermutlich das Gutshaus errichten, konnte dieses aber vermutlich wirtschaftlich nicht halten und meldete Konkurs an.
1874 kam Modgarben als Landgemeinde und als Gutsbezirk zum Amtsbezirk Dönhofstädt im Kreis Rastenburg im Regierungsbezirk Königsberg in der preußischen Provinz Ostpreußen.
Ende des 19. Jahrhunderts übernahmen die Grafen Egloffstein-Sillginnen das Gut, gaben es jedoch bereits Anfang des 20. Jahrhunderts wieder ab. In den 1920er Jahren war ein Herrn Hasword Eigentümer.
Am 30. September 1928 kam es zum Zusammenschluss der Landgemeinde und des Gutsbezirks Modgarben sowie Teilen des Gutsbezirks Domäne Barten sowie des Gutsbezirks Sillginnen (polnisch Silginy) zur neuen Landgemeinde Modgarben. Sie wurde am 23. Mai 1929 in den Amtsbezirk Sansgarben (polnisch Gęsie Góry) umgegliedert.
Am Ende des Zweiten Weltkrieges besetzte die Rote Armee die Gegend und in der Folge wurde das Dorf Teil Polens. 1970 gab es eine achtklassige Schule sowie einen Kinosaal mit 40 Plätzen in Modgarby. 1973, nach der Auflösung der Gromadas, wurde Modgarby Sitz eines Schulzenamtes (sołectwo) zu dem die Ortschaften Anielin (deutsch Angelika), Bogusławki (Groß Bogslack) und Kolwiny (Kolbiehnen) gehörten. Bis 1977 war Modgarby Teil der Gemeinde Skandawa (Skandau), seitdem ist das Dorf Teil der Gemeinde Barciany (Barten). In den 1970er Jahren wurde der Vorbau des Gutshauses durch eine Betonbrüstung ersetzt.
Bis 1998 war Modgarby Teil der Woiwodschaft Olsztyn, anschließend Teil der neu gebildeten Woiwodschaft Ermland-Masuren.

### Einwohnerzahlen
1785 gab es in Modgarben 17 Wohngebäude. Im Jahr wurden im Gut sowie im Dorf zusammen 130 Einwohner gezählt, 1910 waren es 137. Im Mai 1939 lebten in der fusionierten Landgemeinde 307 Menschen.
Nachdem das Dorf Teil der Volksrepublik Polen geworden war, lebten hier im Jahr 1970 307 Menschen, im Jahre 2011 waren es 87.

## Kirche
Bis 1945 war Modgarben evangelischerseits zwei Kirchspielen zugeordnet: das Gut und Teile des Dorfes gehörten zur Kirche Barten, die übrigen Teile des Dorfes zur Kirche Groß Wolfsdorf. Beide Kirchspiele lagen im Bereich der Kirchenprovinz Ostpreußen der Kirche der Altpreußischen Union. Katholischerseits war Modgarben nach Korschen (polnisch Korsze) im Bistum Ermland eingepfarrt.
Heute gehört Modgarby zur römisch-katholischen Pfarrei Barciany im jetzigen Erzbistum Ermland, außerdem zur evangelischen Gemeinde in Barciany, die eine Filialgemeinde der Johanneskirche in Kętrzyn in der Diözese Masuren der Evangelisch-Augsburgischen Kirche in Polen ist.

## Verkehr

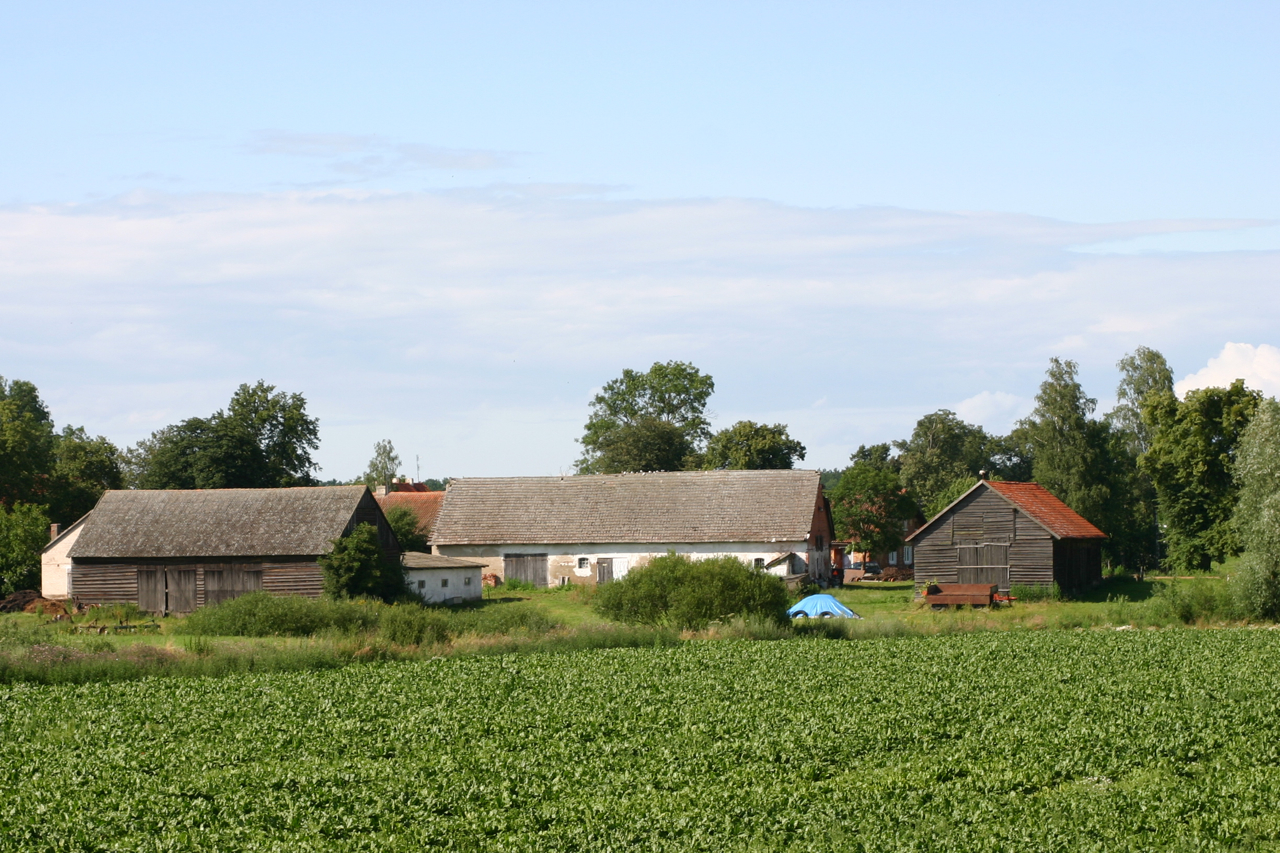
Modgarby

Etwa drei Kilometer südlich von Modgarby verläuft die Woiwodschaftsstraße 590, zu der eine Nebenstraße führt. In sieben Kilometern nördlich verläuft die Woiwodschaftsstraße 591 (einstieg deutsche Reichsstraße 141), zu der ebenfalls eine Anbindung besteht. Außerdem endet ein vom Nachbarort Krzeczewo (Sonnenburg) kommender Landweg in Modgarby.
Unmittelbar nordwestlich von Modgarby verlaufen Eisenbahngleise der Bahnstrecke Toruń–Tschernjachowsk (deutsch Thorn–Insterburg); über einen eigenen Bahnanschluss mit regelmäßigem Zugverkehr verfügt das Dorf jedoch seit 2004 nicht mehr. Nächste Bahnstation ist die Stadt Korsze, die etwa zehn Kilometer südwestlich liegt. Dort gibt es Direktverbindungen nach Olsztyn (Allenstein) und Posen sowie nach Ełk (Lyck) und Białystok.
Der nächste internationale Flughafen ist der Flughafen Kaliningrad, der sich etwa 80 Kilometer nordwestlich – allerdings auf russischem Hoheitsgebiet – befindet. Der nächste internationale Flughafen auf polnischem Staatsgebiet ist der etwa 180 Kilometer westlich gelegene Lech-Wałęsa-Flughafen Danzig.